# Reportéři bez hranic
Reportéři bez hranic (francouzsky: Reporters sans frontières, anglicky: Reporters Without Borders, německy: Reporter ohne Grenzen) je v Paříži založená nevládní organizace obhajující svobodu tisku a médií. Zastává se novinářů a pracovníků v médiích, kteří jsou sužováni cenzurou a perzekucí. Byla založena roku 1985 Robertem Ménardem, Rony Braumanem a Jean-Claude Gillerbaudem.
Za své aktivity získala organizace v roce 2005 Sacharovovu cenu za svobodu myšlení.
V žebříčku roku 2016 v Indexu světové svobody tisku se Česko propadlo ze 13. pozice na 21. V roce 2023 si Česká republika v žebříčku polepšila a je nyní na 14. pozici.
V roce 2025 byla organizace Reportéři bez hranic v Rusku prohlášena za „nežádoucí organizaci“.

### Index internetové cenzury a dohledu

2017 Internetová cenzura a dohled ve světě
Všudypřítomná cenzura
Značná cenzura
Selektivní cenzura
Měnící se situace
Minimální nebo žádná cenzura
Není klasifikováno / nejsou data

## Indexy

### Index svobody tisku

2025 Index svobody tisku
Velmi vážná situace
Obtížná situace
Znatelné problémy
Uspokojivá situace
Dobrá situace
Není klasifikováno / nejsou data

| Velmi vážná situace Obtížná situace | Znatelné problémy Uspokojivá situace | Dobrá situace Není klasifikováno / nejsou data |

## Vraždy novinářů
Reportéři bez hranic vydávají každoročně zprávu o vraždách novinářů. Od roku 2010 jich ve světě přišlo o život celkem 937, nejčastěji z řad investigativních novinářů. Statistikám dominují novinářky a novináři píšící o státní či komunální korupci nebo manipulovaných veřejných zakázkách a teprve za nimi následují ti, kteří se zabývají mafiemi a organizovaným zločinem, novináři dokumentující brutálně potlačené demonstrace nebo váleční zpravodajové. 
O propojení zločinu a státních úředníků psal Ján Kuciak, defraudace a podvody odhalovala maltská novinářka Daphne Caruana Galiziaová. Rizikovými zeměmi jsou Mexiko, Afghánistán, Sýrie nebo Čína, ale v podvodech a uzurpování státního i soukromého majetku dominují Rusko nebo některé africké státy. Svou nenávist a zlobu vůči investigativním novinářům šířil i bývalý prezident Miloš Zeman a pro zlověstný vzkaz využil i vánoční projev.